# Kotaneč (hradiště)
Kotaneč je pravěké výšinné sídliště a snad také hradiště severovýchodně od stejnojmenné vesnice u Manětína v okrese Plzeň-sever. Lokalita se nachází v přírodní rezervaci Střela v místech zvaných Na Hradišti na ostrožně nad soutokem bezejmenného potoka s řekou Střelou v nadmořské výšce okolo 450 metrů.

## Historie
Ojedinělý starší nález kamenné sekerky a zlomek keramiky získaný v roce 1982 při archeologickém výzkumu Jaroslavem Baštou a Darou Baštovou prokázal eneolitické osídlení lokality. Další nálezy pochází z pozdní doby bronzové, kdy byla ostrožna nejspíše opevněna, a třináctého až čtrnáctého století. Středověká keramika by snad mohla souviset s využitím nenápadné ostrožny jako útočiště.

## Stavební podoba
Ostrožnu s převýšením 40–50 metrů tvoří skalní hřbet, který se v zadní části rozšiřuje do plošiny o rozměrech 40 × 50 metrů. Jedinými pozůstatky staveb jsou nevýrazné pozůstatky příkopu a valu, které se nachází v nejužším místě ostrožny.